# Dux Foenicis
Il Dux Foenicis era il comandante di truppe limitanee di un settore del limes romano orientale, nella diocesi d'Oriente della Siria Fenice. Suo diretto superiore era al tempo della Notitia dignitatum (nel 400 circa), il magister militum per Orientem.

## Elenco unità
Era a capo di ben 26 unità o distaccamenti di unità, come risulta dalla Notitia Dignitatum (Orien. XXXII):
- Equites Mauri Illyriciani, Otthara; Equites scutarii Illyriciani, Euhari; Equites promoti indigenae, Saltatha; Equites Dalmatae Illyriciani, Lataui; Equites promoto indigenae, Auatha; Equites promoti indigenae, Nazala; Equites sagittarii indigenae, Abina; Equites sagittarii indigenae, Casama; Equites sagittarii indigenae, Calamona; Equites Saraceni indigenae, Betproclis; Equites Saraceni, Thelsee; Equites sagittarii indigenae, Adatha;
- legio I Illyricorum, Palmira; legio III Gallica, Danaba;
- Ala I Damascena, Monte Iovis; Ala noun Diocletiana, Veriaraca; Ala I Francorum, Cunna; Ala prima Alamannorum, Neia; Ala I Saxonum, Verofabula; Ala I Foenicum, Rene; Ala II Salutis, Arefa;
- Cohors III Herculia, Veranoca; Cohors V pacta Alamannorum, Oneuatha; Cohors I Iulia lectorum, Vale Alba; Cohors II Aegyptiorum, Valle Diocletiana; Cohors I Orientalis, Thama.

### Fonti primarie
- Notitia Dignitatum, Orien. XXXII.

### Fonti storiografiche moderne
- J.Rodríguez González, Historia de las legiones Romanas, Madrid, 2003.
- A.K.Goldsworthy, Storia completa dell'esercito romano, Modena 2007. ISBN 978-88-7940-306-1
- Y.Le Bohec, Armi e guerrieri di Roma antica. Da Diocleziano alla caduta dell'impero, Roma 2008. ISBN 978-88-430-4677-5